# Hedemora (commune)
La commune d'Hedemora est une commune du département de Dalarna en Suède. 15 085 personnes y vivent. Son siège se trouve à Hedemora.

## Localités principales

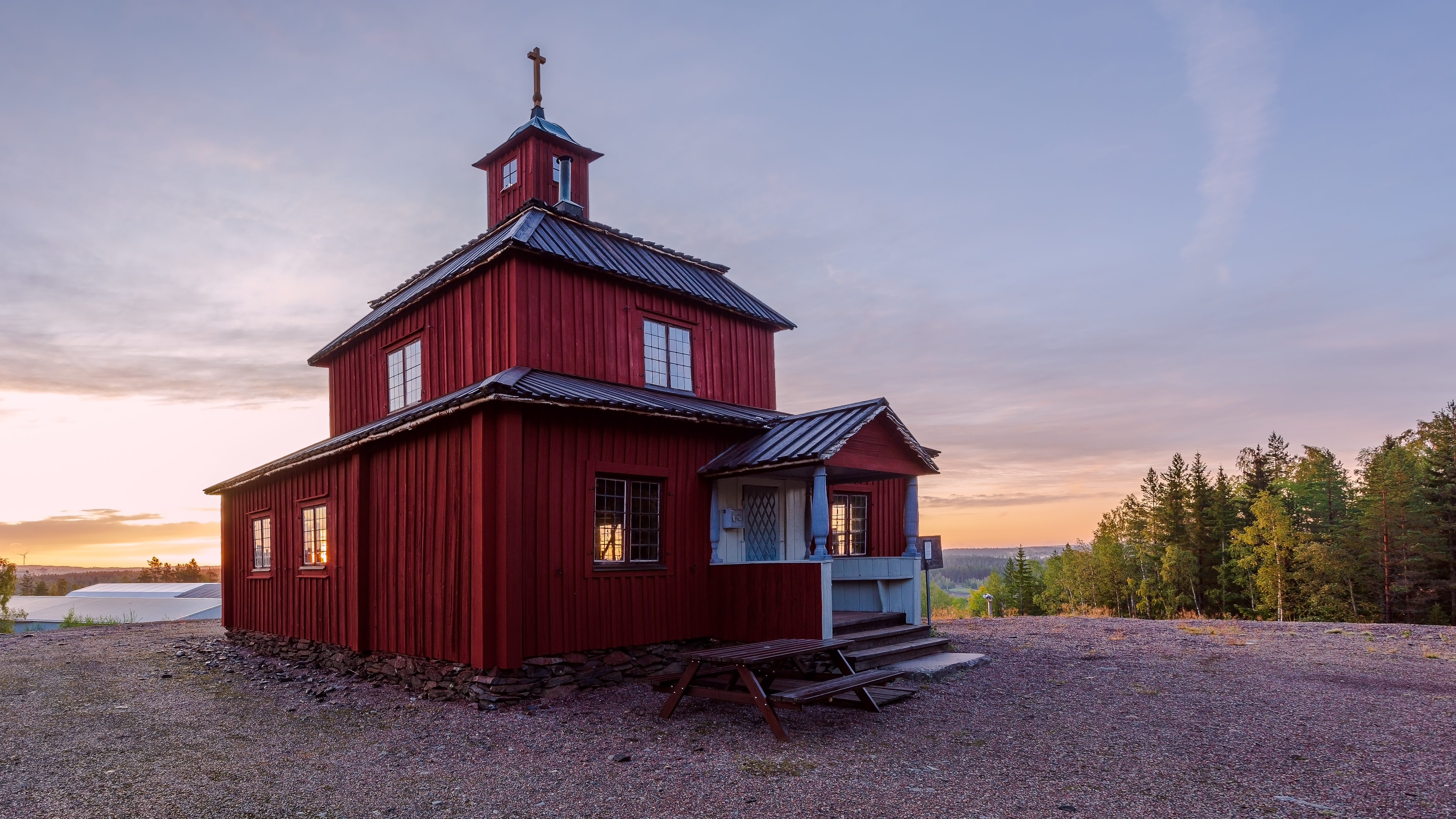
Une chapelle à la mine de Garpenberg, à Hedemora, Aout 2019.

- Garpenberg
- Hedemora
- Husby
- Långshyttan
- Vikmanshyttan
- Västerby

## Autres localités
- Backa
- Garpenberg gård
- Grådö
- Ingvallsbenning-Lerbo
- Jälkarbyn
- Kloster
- Nordansjö
- Nygården
- Olshyttan
- Rörshyttan
- Stjärnsund
- Turbo
- Västkusten

## Villes jumelées
- Bauska, Lettonie
- Ishozi-Ishunju-Gera, Tanzanie
- Nord-Fron, Norvège
- Nysted, Danemark
- Vehkalahti, Finlande

## Personnalités
- Carl Leopold Sjöberg (1861-1900), compositeur, peintre et médecin mort à Hedemora.